# Kaôh Thmei
Kaôh Thmei är en ö i Kambodja.   Den ligger i provinsen Sihanoukville, i den södra delen av landet, 170 km sydväst om huvudstaden Phnom Penh. Arean är 40 kvadratkilometer.
Terrängen på Kaôh Thmei är platt. Öns högsta punkt är 166 meter över havet. Den sträcker sig 8,8 kilometer i nord-sydlig riktning, och 7,2 kilometer i öst-västlig riktning.